# ماتشيدا (طوكيو)
مدينة ماتشيدا (باليابانية: 町田市 ماتشيدا-شي) هي مدينة تقع في غرب محافظة طوكيو، اليابان.
في عام 2007، وصل التعداد السكاني للمدينة إلى 413,398 نسمة والكثافة السكانية 5,772.10 نسمة في الكيلومتر مربع، والمساحة الإجمالية 71.63 كم مربع. تم تأسيس المدينة في الأول من فبراير 1958. يمر في المدينة خطي سكة حديدية هما خط أوداكيو، وخط يوكوهاما.

## أعلام
- كازويوكي تودا
- كينتارو هاياشي
- كادزهيسا إيإيجما
- يوشينوري ياغي
- تسويوشي كيتازاوا
- شينغو ياماشيرو
- نامي أوتاكي

## وصلات خارجية
- موقع مدينة ماتشيدا باللغة اليابانية
- موقع مدينة ماتشيدا باللغة الإنكليزية